# Antony (Cornwall)
Antony ist eine Gemeinde in Cornwall. Die kleine Küstenort liegt auf der bis zu 60 m hohen Antony Halbinsel im Osten der Halbinsel Rame, etwa 5 km westlich von Torpoint. Im Norden grenzt der Ort an die Mündung des Lynher, im Süden erreicht sie an der Whitesand Bay den Ärmelkanal. 

## Geschichte
Im Domesday Book von 1086 wird der Ort als Antone genannt. Die Siedlung wurde in die Ortschaften 'Antony-in-East', 'Antony St Jacob' und 'Antony-by-Rame' unterschieden. Bis 1819 gehörte auch das Gebiet von Torpoint zu Antony, wo ab 1750 eine Wohnsiedlung für die Arbeiter der am anderen Ufer des Tamar befindlichen Marinewerft Devonport entstand.

## Sehenswürdigkeiten
Die Gemeindekirche St. James wurde 1259 geweiht. Der Turm stammt aus dem 14. Jahrhundert, das Schiff aus dem 15. Jahrhundert. Im 19. Jahrhundert wurde die Kirche erneuert. Hauptsehenswürdigkeit ist jedoch das etwa 1,5 km nordöstlich des Ortes liegende, zu Beginn des 18. Jahrhunderts erbaute Antony House. Das Haus gehört seit 1961 dem National Trust, ist jedoch immer noch Sitz der Familie Carew.
Etwa 2 km südwestlich des Ortes liegt die ehemalige Küstenbefestigung Tregantle Fort, etwa 400 m westlich liegt Scraesdon Fort. Die beiden Festungen wurden in den 1860er Jahren als Teil des Fortgürtels um Plymouth errichtet und sollten Angriffe von der Halbinsel Rame aus auf die Marinewerft Devonport verhindern.

## Persönlichkeiten
- Sir Reginald Pole-Carew (1849–1924), in Antony geborener Offizier, Generalleutnant und Politiker